# Betulaphis brevipilosa
Betulaphis brevipilosa är en insektsart som beskrevs av Carl Julius Bernhard Börner 1940. Betulaphis brevipilosa ingår i släktet Betulaphis och familjen långrörsbladlöss. Enligt den finländska rödlistan är arten otillräckligt studerad i Finland. Arten är reproducerande i Sverige. Artens livsmiljö är friska och lundartade moar. Inga underarter finns listade i Catalogue of Life.